# Leto zdravstveno kakovostnega življenja
Leto zdravstveno kakovostnega življenja (angl. quality-adjusted life year, okr. QALY) je merilo za določanje bremena bolezni, ki vključuje trajanje in kakovost življenja v določenem časovnem obdobju. Izračunana se tako, da se zmanjša celotna pričakovana življenjska doba za obdobja kroničnih stanj, ki povzročajo omejitve življenjskih dejavnosti.
Uporablja se v ocenjevanju vrednosti določene zdravstvene intervencije, na primer v analizi stroškovne uporabnosti. QALY hkrati zaobjame zmanjšano obolevnost (pridobivanje kakovosti) in zmanjšano umrljivost (pridobivanje števila let) zaradi določene intervencije in ju poveže v skupnem kazalcu. Eno leto popolnega zdravja ima vrednost 1,0, smrt pa vrednost 0,0. Če zdravstvena intervencija omogoči bolniku podaljšano življenje, a ne v popolnem zdravju (na primer, če bi moral bolnik zaradi intervencije uporabljati invalidski voziček ali bi oslepel), se QALY-ju dodeli vrednost med 0,0 in 1,0.